# Estácio de Sá (escola de samba)
Grêmio Recreativo Escola de Samba Estácio de Sá (frequentemente referida apenas como Estácio de Sá) é uma escola de samba brasileira da cidade do Rio de Janeiro.
Inicialmente chamada de Unidos de São Carlos, a Estácio de Sá teve origem no Morro de São Carlos, tendo sido fundada em 27 de fevereiro de 1955. O nome "Estácio de Sá" foi adotado em 1983 para representar não só o Morro de São Carlos, mas todo bairro do Estácio. Sua quadra funciona na Avenida Salvador de Sá.
Por ser do Estácio, bairro da primeira agremiação a usar o título de "Escola de Samba" - a Deixa Falar - e conhecida como "berço do samba", a Estácio de Sá passou a ser reconhecida pelo IPHAN como a primeira escola de samba do Brasil. A partir de 2011, passou a comemorar seu aniversário na data de fundação da Deixa Falar.
Possui um título de campeã do Grupo Especial do Rio de Janeiro, conquistado em 1992, com o enredo "Paulicéia Desvairada - 70 anos de Modernismo", dos carnavalescos Chico Spinoza e Mário Monteiro. Também venceu por sete vezes a segunda divisão do carnaval carioca, e outras duas vezes a terceira divisão.

## Símbolos

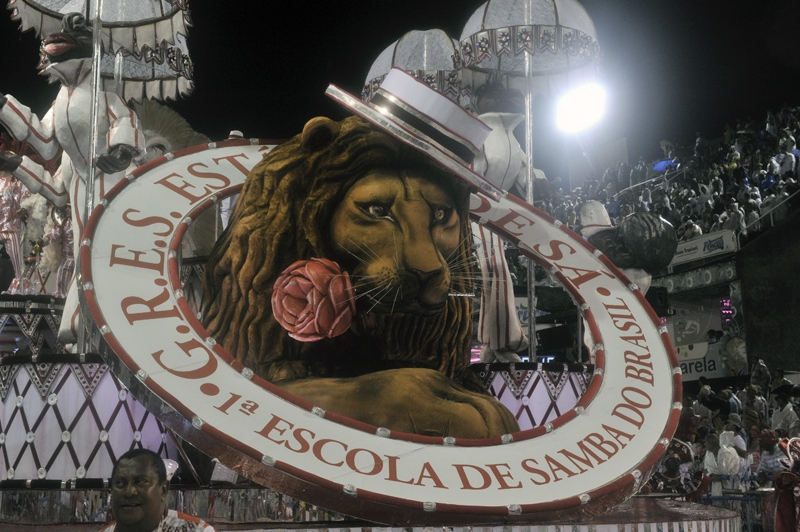
O leão, símbolo da Estácio de Sá, no carro abre-alas do desfile de 2011.

A escola foi fundada com o nome de "Unidos de São Carlos", a partir da união de três escolas de samba do morro homônimo. Em 25 de março de 1983, logo após o carnaval daquele ano, o então presidente da agremiação, Antônio Gentil, convocou uma assembleia geral para votar a mudança de nome da escola. Com 21 votos a favor, 3 contra e 2 abstenções, foi alterado o nome da agremiação para "Estácio de Sá". O novo nome representa todo o bairro do Estácio e não apenas o Morro de São Carlos. Mas o motivo apresentado pelo presidente foi econômico. Nas palavras de Gentil, São Carlos era "nome de mercadoria falida", que "não vende bem", enquanto que Estácio seria "status". Com o novo nome, a expectativa era garantir apoio financeiro de investidores. A troca de nomes foi desaprovada por integrantes antigos da agremiação, como Xangô da São Carlos e o ex mestre-sala Bicho Novo. Foi feito um abaixo-assinado pedindo a invalidação do novo batismo. O grupo de insatisfeitos cogitou até fundar uma nova escola. Porém, de nada adiantou. O novo nome foi mantido e aceito, após os bons resultados obtidos. A partir de seu primeiro carnaval com o nome de Estácio de Sá, a escola de samba conseguiu se firmar no grupo de elite do carnaval carioca, onde permaneceu por 14 anos consecutivos. Os torcedores da agremiação são chamados de "estacianos", designativo criado por Antonio Gentil em 1985.
A Estácio de Sá foi fundada com as cores azul e branco. Em 1965, alterou suas cores para vermelho e branco, mesmas cores da Deixa Falar, escola que considera sua ascendente.
O leão é o símbolo da Estácio de Sá, também em referência à Deixa Falar. O felino é presença constante nos desfiles da agremiação, geralmente é representado em posição de destaque no carro abre-alas dos desfiles da escola.

### Bandeira
A bandeira da escola consiste em um retângulo com oito raios de cores intercaladas (quatro brancos e quatro vermelhos) partindo do centro em direção às extremidades do pavilhão. No centro da bandeira, de onde partem os raios, localizam-se dois círculos concêntricos. No círculo de fora, está inscrito o nome da escola; "G.R.E.S." na parte superior e "ESTÁCIO DE SÁ" na parte inferior. No círculo de dentro, está a figura do leão, símbolo da agremiação. Abaixo dos dois círculos, próximo à base do pavilhão, está a inscrições do ano de confecção da bandeira.

### Aniversário
Desde sua fundação, ainda como Unidos de São Carlos, a Estácio de Sá se declara descendente direta da Deixa Falar, a primeira escola de samba da história. O primeiro passo para salientar essa ligação foi a adoção do leão como símbolo da escola, sendo este, o mesmo símbolo utilizado pela Deixa Falar. Posteriormente, em 1965, a escola mudou suas cores para vermelho e branco, também em referência às cores da Deixa Falar. Em 2010, o então presidente da Estácio, Marco Aurélio Fernandes, assinou um termo transferindo a data de fundação da Estácio, que passou a assumir a data de criação da Deixa Falar, 12 de agosto de 1927. A mudança na data de fundação teria sido em função de um reconhecimento dado pelo IPHAN, considerando a Estácio de Sá como a primeira escola de samba da história. Desde então, a Estácio comemora seu aniversário na data de fundação da Deixa Falar. A escola também adotou o slogan "A 1.ª escola de samba do Brasil, o berço do samba". O slogan foi incluído no emblema da agremiação. O termo "berço do samba" passou a ser utilizado com frequência nos sambas de enredo da agremiação.

## História

### Antecedentes
Conhecidos como "a segunda geração do samba" ou "Turma do Estácio", compositores do bairro, entre os quais, Alcebíades Barcellos (Bide), Armando Marçal, Ismael Silva, Nilton Bastos, Baiaco, Brancura, Mano Edgar e Mano Rubem, modificaram a forma de se fazer samba, acelerando a cadência, de forma que também pudesse ser dançado nos desfiles de carnaval. O novo ritmo se distanciava do andamento mais lento, semelhante ao maxixe, das composições da chamada "primeira geração do samba".
No dia 12 de agosto de 1928, o mesmo grupo de sambistas responsáveis por reformar o samba, se reuniu na casa de número 20, no bairro do Estácio e decidiu fundar um bloco para desfilar no carnaval, o Deixa Falar. O bloco foi fundado por Ismael Silva, Alcebíades Barcellos (Bide), Nilton Bastos, Edgar Marcelino dos Passos (Mano Edgar), Osvaldo Vasques, Baiaco e Sílvio Fernandes (Brancura). Tinha como cores o vermelho e o branco, em homenagem às cores do bloco A União faz a Força, que por sua vez tinhas as cores em referência ao America Futebol Clube, cuja sede fica próxima ao bairro. A União faz a Força era um bloco carnavalesco do Estácio, fundado por Mano Rubem e extinto após sua morte, em 1927. O objetivo dos fundadores do Deixa Falar, era formar um bloco de corda, ou seja, que desfilasse de forma organizada, em um espaço previamente delimitado, cercado por cordas e com alvará de licença, para que não fosse incomodado pela polícia - diferente de um bloco comum, de sujo, que não possuía regras e, por isso, sofria repressão policial. A Deixa Falar tinha diretoria própria, com cada membro responsável por uma função; não permitia a participação de integrantes "estranhos", sem ligação com a agremiação; e cada sócio contribuía com cinco mil-réis de mensalidade para custear seus desfiles. Oswaldo Lisboa dos Santos, conhecido como Boi de Papoula, em referência a um antigo rancho carnavalesco que frequentava, foi escolhido para ser o presidente da agremiação. Armando Fonseca Leite ficou responsável pelas alegorias e figurinos do bloco. Para a tesouraria foi eleito um português chamado Guilherme.
O Deixa Falar era um bloco, que tinha a organização de um rancho e desfilava com o novo tipo de samba, conhecido como "samba de sambar", pois permitia que seus componentes dançassem enquanto evoluíam. Era, portanto, um tipo de agremiação diferente, que recebeu de Ismael Silva, o título de escola de samba. A inspiração teria sido em uma escola de normalistas do Estácio. O novo modelo de fazer samba se popularizou e passou a ser copiado pelo restante da cidade. Ismael considerava que os "professores", que ensinaram o novo samba, foi o pessoal da Deixa Falar, que, por tanto, seria uma "escola" onde se aprendia o "samba de sambar". Na época, o título "escola de samba" ainda não era bem difundido, sendo apenas um termo utilizado para qualificar o bloco cujos compositores foram responsáveis por reformar o gênero. Nos anos posteriores, com o sucesso da Deixa Falar, outros blocos passaram a ostentar o título de escola de samba, até que, em 1932, foi criado o desfile de escolas de samba. A Deixa Falar desfilou de 1929 a 1931 como bloco. Em 1931, também participou de um concurso não-oficial, desfilando como racho carnavalesco. O desfile foi bem avaliado, o que incitou sua diretoria a abandonar o desfile como bloco. Em 31 de dezembro de 1931, uma assembleia geral aprovou a mudança. Novos colaboradores foram eleitos para a diretoria da agremiação: Ademar Borges Monteiro como vice-presidente; Eurípides Capelani (Baiano) para a secretaria; Afonso Fonseca Leite como o responsável pelo barracão; e Antônio Faria (Buldogue da Praia) como presidente-tesoureiro e líder da comissão responsável pelo enredo. Em 1932, ano do primeiro concurso oficial entre escolas de samba, a Deixa Falar desfilou como rancho carnavalesco. Com o enredo "A Primavera e a Revolução de Outubro", exaltou Getúlio Vargas e a Revolução de 1930. A agremiação se apresentou com duas composições de Bide, a marcha-rancho "Meu Segredo" e o samba "Rir pra não chorar". O desfile foi considerado um fracasso e agremiação sequer obteve classificação. Após o carnaval, uma troca de acusações entre seus dirigentes decretou a extinção da Deixa Falar. Os membros da agremiação trilharam caminhos diferentes. Baiaco e Brancura morreram em 1935. Bide e Ismael Silva nunca mais se vincularam a uma agremiação carnavalesca. Oswaldo da Papoula ingressou no Recreio das Flores, rancho do bairro da Saúde. Os componentes da Deixa Falar se dispersaram entre outros blocos e escolas de samba da região. Na edição de 29 de março de 1933 do Diário Carioca, uma nota anunciou o encerramento das atividades da Deixa Falar e sua fusão ao também extinto bloco União das Cores, resultando na fundação do Bloco Carnavalesco União do Estácio de Sá. Apesar de ter desfilado apenas como bloco e rancho, a Deixa Falar é considerada a primeira escola de samba da história, por ter sido a responsável por criar e difundir o termo e o modo de desfilar, posteriormente incorporado por outras agremiações.

### Fundação
Após a extinção da Deixa Falar, a Cada Ano Sai Melhor se tornou a principal escola da região. Fundada em 1928, na localidade conhecida como "Beco da Padeira" (posteriormente "Capela"), no Morro de São Carlos, tinha como cores o verde e o rosa. Também fazia parte do carnaval da região, a escola de samba Vê Se Pode, fundada em 1929, no local conhecido como "Atrás do Zinco", também na comunidade do São Carlos. A agremiação tinha as cores verde e branco e teve seu nome alterado para Recreio de São Carlos a pedido da polícia. Em 1947, foi fundada, na localidade conhecida como "Larguinho", a escola de samba Paraíso das Morenas, de cores azul e rosa. As três agremiações do Estácio não tinham força para disputar com Portela, Mangueira e Império, que dominavam o carnaval carioca na época. Nos carnavais de 1953 e 1954, as três escolas do Estácio sequer conseguiram desfilar. Os sambistas das agremiações concluíram que havia muitas escolas na localidade e decidiram seguir o mesmo procedimento adotado, dois anos antes, pelos sambistas do Morro do Salgueiro, quando esses fundiram as três escolas do morro para criar uma mais forte, a Acadêmicos do Salgueiro.
A Estácio de Sá foi fundada em 7 de fevereiro de 1955, com o nome de Unidos de São Carlos, a partir da fusão das escolas de samba Cada Ano Sai Melhor, Recreio de São Carlos e Paraíso das Morenas. Participaram de sua fundação, Valdemiro Ribeiro (Miro), Caldez, Cândido Canário, Sidney Conceição, Zacharias do Estácio, José Botelho, Maurício Gomes da Silva, Walter Herrice, Manuel Bagulho entre outros sambistas e foliões da região. Valdemiro Ribeiro foi escolhido para ser o primeiro presidente da agremiação.

Croqui de carro alegórico da Estácio de Sá apresentado ao Serviço de Censura sobre o enredo “Quem é você?” (Carnaval de 1984).

Estreou entre as chamadas grandes escolas do Rio em 1968, com o enredo Visita ao Museu Imperial. Nas décadas de 70 e 80 alternou brilhantes desfiles no grupo principal com rápidos deslizes.
Entre seus sambas considerados de melhor qualidade, estão os dos carnavais de 1975 (A festa do Círio de Nazaré - 10º lugar no então Grupo 1) e 1976 (Arte negra na legendária Bahia - 8º lugar no Grupo 1).
Em 1985, o enredo Prata da Noite homenageou o ator Grande Otelo, que desfilou ao lado da vedete Watusi, no último carro alegórico, que reproduzia o palco da casa de shows Scala onde os dois atuavam juntos, na época.
Posteriormente, vieram dois quintos lugares, no Grupo Especial, em 1990 (Langsdorff, delírio na Sapucaí) e 1991 (Brasil, brega e kitsch).
Antes do campeonato, a Estácio de Sá obteve sua melhor classificação em 1987, quando conquistou o 4° lugar com o enredo O ti-ti-ti do sapoti. Dando continuidade a um tipo de enredo satírico, descontraído, mas consequente, a Estácio apresentou, em 1988, O boi dá bode e em 1989, Um, dois, feijão com arroz. Os três de autoria de Rosa Magalhães.
A Estácio de Sá conquistou sua maior glória sagrando-se campeã do carnaval do Rio de Janeiro em 1992 com o enredo Pauliceia desvairada - 70 anos de Modernismo, desenvolvido por Mário Monteiro e Chico Spinosa, num desfile que empolgou a Sapucaí e fez o público das arquibancadas mover-se no ritmo de sua marcante bateria.
Em 1993 a escola apresenta o enredo "A Dança da Lua" mas teve um desfile repleto de problemas e acabou não reeditando a excelente apresentação do ano anterior. Minutos depois de a escola ter iniciado o desfile, o sistema de som falhou e o intérprete Dominguinhos do Estácio parou de cantar o samba. A escola exigia que o relógio fosse zerado, mas o pedido não foi aceito. Depois de uma áspera discussão, Dominguinhos recomeçou a cantar quando o cronômetro já marcava nove minutos. Com isso, o Estácio teve uma evolução apressada e “esburacada” o tempo todo e para piorar, o som voltou a falhar, o que matou de vez a harmonia. A escola acabou em 7° lugar.
No carnaval de 1994, com o enredo "S.A.A.R.A. ...A Estácio chegou no lê lê lê de alalaô" que falava sobre o comércio do Saara, a escola teve um desfile ruim e terminou na 13° posição.
Em 1995, faz o enredo Uma vez Flamengo, aproveitando o centenário do time de maior torcida do Mundo, sai ovacionada da Sapucaí, mas fica apenas na 7ª posição.
Em 1996 a Estácio apresenta o enredo "De um novo mundo eu sou, uma nova cidade serei". Apesar do samba-enredo ter se tornado popular na época, o tema foi desenvolvido de forma confusa e a escola terminou na 10° colocação.
Em 1997, a escola tira o 13º lugar com o enredo Através da Fumaça, o Mágico Cheiro do Carnaval, sendo rebaixada para o Grupo de Acesso.
Em 2000, a escola levou o enredo Envergo, mas não quebro, desfile marcado mais uma vez pela falta de verba da escola. Viriam pela frente anos muito difíceis para a escola, onde todos os anos era candidata ao rebaixamento. A Estácio por muito pouco não foi rebaixada terminando na 8ª colocação.
Em 2001, a escola leva pro sambódromo o enredo E aí, tem patrocínio? Temos: José, sobre o jornalista José do Patrocínio. O desfile foi marcado pela falta de verba. A escola temia o rebaixamento mas conseguiu se segurar com um 7º lugar no grupo. O início dos anos 2000 não era nada bom para a Estácio de Sá.
Em 2002, a escola levou para a avenida o enredo Nos braços do povo, na passarela do samba... Cinqüenta anos de O Dianão foi bem e quase foi rebaixada, a falta de verba era nítida no desfile da Estácio que terminou na 8ª colocação.
Em 2003, a escola levou para Sapucaí o enredo Um banho da natureza - Cachoeiras de Macacu, a escola apresentou um desfile apenas normal, nada que a pusesse entre as campeãs. Na época a escola Vila Isabel dominava o grupo de acesso. A Estácio terminou em 5º lugar.
Em 2004, a Estácio levou para a avenida o enredo A Estácio é Dez, o Brasil é Mil e a Fome é Zero, quando as coisas pareciam que iam melhorar após anos entre as favoritas ao descenso, a escola fez um desfile bom, chegou a ser apontada como favorita ao título. Inusitadamente a escola terminou em 9º lugar rebaixada para o grupo de acesso B. O que a Estácio tanto temia aconteceu.
Em 2005, quarenta anos longe a escola retorna ao grupo B, com a reedição de seu tema de 1976, Arte Negra na Legendária Bahia, a Estácio conquistou o título do Grupo B. O desfile foi arrebatador e a escola conquistou todas as notas 10.
Em 2006, de volta ao grupo A, a escola, elegeu Alessandra Mattos como rainha de bateria e foi assumida pelo já consagrado carnavalesco Paulo Barros, venceu o Grupo A com a reedição do enredo Quem é Você ?, de 1984. O desfile foi marcado por alegorias muito simples mas de fácil leitura, pode-se dizer que a escola ganhou o carnaval devido ao consagrado samba e sua interessante comissão de frente do carnavalesco Paulo Barros.
Em 2007, depois de nove anos, a Estácio voltou ao Grupo Especial, onde abriu o desfile das escolas de samba do Grupo Especial, no domingo de carnaval, reeditando o samba-enredo O ti-ti-ti do sapoti, de 1987. O desfile foi compacto porém muito bem desenvolvido. Após o resultado foi muito questionado o rebaixamento da escola. A Estácio terminou em último lugar, voltando ao Grupo A. Uma curiosidade é que em 2007 duas escolas caiam do grupo especial.
Em 2008, de volta ao grupo de acesso A, a escola trouxe como enredo A história do futuro, desenvolvido pelo carnavalesco Cid Carvalho, a escola terminou na 7º colocação. O desfile foi bonito mantendo a tradição, porém o samba era fraco e o enredo muito confuso, quem estava no sambódromo não entendeu muita coisa.
Em 2009, a escola trouxe como madrinha de bateria a modelo Mirella Santos, que dividiu os holofotes com a rainha de bateria, Alessandra Mattos, e como enredo Que chita bacana!, que foi desenvolvido pelo carnavalesco Cid Carvalho. A escola fez um dos seus desfiles mais bonitos de toda história até então. Belíssimas alegorias. No jornal "O GLOBO" do Domingo de carnaval vinha na manchete: "Estácio é a favorita do grupo A. Infelizmente o samba-enredo fraco custou muitos décimos (mais do que esperado) para a escola. A Estácio terminou na 5ª colocação.
Em 2010, a escola trouxe o carnavalesco campeão em 1992 (Chico Spinoza) e traz o enredo sobre sua própria história, desde sua fundação, em 1927, com o nome de Deixa Falar, denominado Deixa Falar, a Estácio é isso aí. Eu visto esse manto e vou por aí, a escola provou na avenida que o título de 2009 que não veio iria sair em 2010. Belos carros, belas fantasias, povo do sambódromo cantando junto com a escola e gritando: "É Campeã". Terminou na 3ª colocação. Uma curiosidade é que nesse ano a São Clemente ganhou o grupo de acesso e em segundo lugar uma zebra, a Inocentes de Belford Roxo que era apontada favorita ao rebaixamento conquista a 2ª colocação. A partir desse carnaval ficou nítido que a LESGA (Liga das Escolas de Samba do Grupo de Acesso) estava manipulando os resultados.
Para o Carnaval de 2011, houve a saída de Chico Spinoza, e Serginho do Porto. Para o carnaval chegaram o carnavalesco Marcus Ferreira, e o intérprete Leandro Santos, que estava na Império da Praça Seca. Com o enredo "Rosas", a Estácio de Sá conquistou a 3ª colocação, com um belo desfile, saindo aclamada campeã do grupo de acesso pelo público e pela mídia. Estranhamente a escola Renascer de Jacarepaguá que segundo a mídia fez um desfile apenas morno levou o título.
Para o carnaval 2012, a escola optou por homenagear a modelo e ex-rainha de bateria Luma de Oliveira. O enredo já não agradava antes do carnaval. O desfile foi visualmente bom mas de difícil leitura, e o samba não era dos melhores. A escola sofreu na apuração estando durante a maior parte na última colocação. Graças aos quesitos bateria e comissão de frente, a escola se salvou de um possível rebaixamento obtendo a 7ª colocação num grupo de 9 escolas.
Em 2013, assim como no ano anterior, a escola resolveu apostar em outra homenagem, dessa vez com o maestro Rildo Hora. O desfile foi apontado como um dos mais bonitos e emocionantes da sexta de carnaval, mas devido a um problemas com um tripé da comissão de frente a escola estourou o tempo em 1 minuto perdendo antes da apuração 0.1 pontos. Terminou na 4ª colocação e não na 3ª devido a perda do ponto.
Em 2014, a Estácio permanece com o carnavalesco Jack Vasconcelos e agora terá uma dupla de intérpretes com a continuidade de Leandro Santos, tendo agora o retorno de Dominguinhos do Estácio ao microfone principal da escola após 18 anos afastado. A ideia de trazer Dominguinhos de volta foi de Leandro. A escola fez um desfile impecável com belas fantasias, alegorias e um canto muito forte. Saiu prejudicada por desfilar logo após a Viradouro, que se sagrou campeã. Obteve o vice-campeonato, ficando 0.5 ponto atrás da Viradouro. Para 2015, a Estácio desenvolve o enredo "De braços abertos, de janeiro a janeiro, sorrio, sou Rio, sou Estácio de Sá!" que homenageia os 450 anos da cidade do Rio de Janeiro, o enredo foi uma sugestão do prefeito Eduardo Paes para comemorar a data. Em janeiro de 2015, a escola chegou a anunciar o intérprete Quinho para integrar o carro de som da escola mas o mesmo desistiu e acabou migrando para o Império da Tijuca. Com um desfile bonito, mesmo com alguns problemas, a Estácio somou 299.7 pontos e se sagrou campeã da Série A, sacramentando assim seu retorno ao Grupo Especial após 8 anos de ausência.
Em 2016 no seu retorno a elite do samba, volta a escola o carnavalesco Chico Spinoza, formando a Comissão de Carnaval junto com os campeões de 2015: Amauri Santos e Tarcisio Zanon e Wander Pires, formando o trio de intérpretes oficiais com Leandro Santos e Dominguinhos do Estácio e com um enredo sobre São Jorge. Em um desfile correto e um enredo considerado confuso, a Estácio acaba sendo rebaixada para o Grupo de Acesso, recebendo nota dez somente no quesito bateria. Em 2017, numa homenagem ao cantor Gonzaguinha, a escola termina em terceiro lugar.
Para 2018 a Estácio havia definido um enredo sobre Singapura, mas pela falta de patrocínio, voltou atrás e optou por um enredo sobre o comércio popular do Rio de Janeiro com o tema "No pregão da folia, sou comerciante da alegria e com a Estácio boto banca na avenida" terminando na sexta colocação. No desfile de 2019, a Estácio homenageou o Cristo Negro de Portobelo com o enredo "A fé que emerge das águas". Fazendo uma bela apresentação, a escola do São Carlos conquistou o título da Série A obtendo a pontuação máxima (270 pontos) e garantiu seu retorno ao Grupo Especial no carnaval de 2020.
Visando o carnaval de 2020, a Estácio renovou com a equipe toda e acrescentando a campeoníssima Rosa Magalhães, que retornava a escola após 30 anos, inicialmente dividindo os trabalhos com Tarcisio Zanon, mas após o carnavalesco que subiu a escola pro Especial aceitar proposta da Viradouro, fez Rosa assinar sozinha o próximo desfile estaciano. A agremiação do São Carlos teve como enredo o tema "Pedra", que abordou sobre a história das rochas desde a criação do universo. Na apuração, terminou em 12° lugar, sendo novamente rebaixada para a Série A. Para o carnaval seguinte, a Estácio optou pela reedição do enredo de 1995, "Uma Vez Flamengo...", ocasião em que homenageou o centenário do Flamengo. O tema foi readaptado para dar enfoque aos recentes títulos do rubro-negro e ganhou um novo título: "Cobra-Coral, Papagaio Vintém, #VestiRubroNegro não tem pra ninguém!", refrão do samba-enredo composto por David Corrêa, Adilson Torres, Déo e Caruso. A releitura do enredo foi desenvolvida pelos carnavalescos Mauro Leite e Wagner Gonçalves e saiu da pista com o oitavo lugar. Após o desfile, Wagner se transferiu para a Unidos de Padre Miguel. O intérprete Serginho do Porto também deixou a escola, após 5 anos.
Para o carnaval de 2023, a Estácio terminou em oitavo lugar com um desfile sobre os festejos de São João no Maranhão, imaginando um encontro entre São João e o Rei Luís IX de França, que deu nome a cidade maranhense. A escola enfrentou problemas com fantasias que desfilaram incompletas. Após o desfile, Leziário Nascimento anuncia sua renúncia à presidência da escola e deixa o cargo após 11 anos, sendo substituído pelo compositor Edson Marinho.
- 2024: "Chão de Devoção: Orgulho Ancestral"

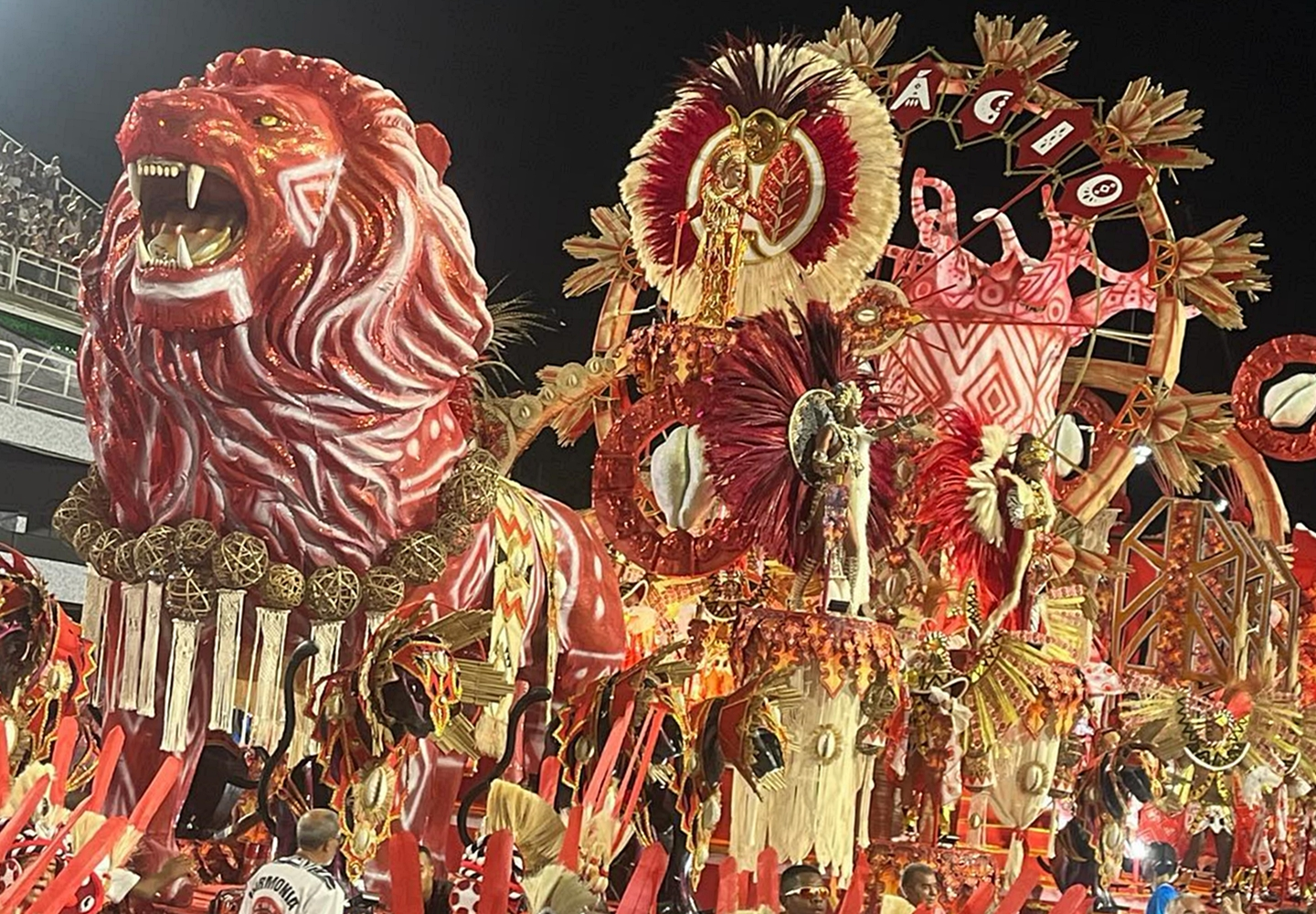
Abre-alas da Estácio no carnaval de 2024.

Para o carnaval de 2024, a Estácio de Sá contratou o carnavalesco Marcus Paulo (em substituição a Mauro Leite), a porta-bandeira Thais Romi (que substitui Alcione Carvalho) e o intérprete Charles Silva, para fazer dupla com Tiganá. Quinta escola a se apresentar na primeira noite da Série Ouro, a Estácio desfilou com o enredo "Chão de Devoção: Orgulho Ancestral", exaltando a história de resistência dos povos africanos através das figuras de Vovó Cambinda e Vovó Maria Conga. A escola ultrapassou o tempo máximo de desfile em um minuto, sendo penalizada em um décimo. Perdendo outros três décimos no julgamento oficial do carnaval, a escola se classificou em terceiro lugar. A Estácio foi premiada com o Estandarte de Ouro de melhor escola da Série Ouro. O samba-enredo da agremiação foi o mais premiado do grupo, recebendo sete prêmios, incluindo o Estandarte de Ouro. Outro destaque do desfile, a bateria da escola recebeu os prêmios S@mba-Net, SRzd, Troféu Sambario e Troféu Tupi. Após o desfile, a coreógrafa Ariadne Lax deixou o comando da comissão de frente da escola após 6 anos e se transferiu para a Unidos da Tijuca. O intérprete Charles Silva e a porta-bandeira Thais Romi também se desligaram da agremiação.
- 2025: "O Leão Se Engerou em Encantado Amazônico"

O enredo escolhido para 2025 foi "O Leão Se Engerou em Encantado Amazônico", sobre os encantos e riquezas da Região Amazônica. A escola contratou a porta-bandeira Raphaela Caboclo, egressa da São Clemente, e o coreógrafo Júnior Barbosa. O intérprete Serginho do Porto retornou à escola após três anos para fazer dupla com Tiganá. Especialistas elogiaram o desfile, apontando a escola entre as favoritas. A Estácio recebeu diversas premiações, incluindo os prêmios S@mba-net, Tupi Carnaval Total e Troféu Sambario de melhor escola do ano na Série Ouro. Destaque também para o casal de mestre-sala e porta-bandeira Feliciano Jr. e Raphaela Caboclo e para a bateria, que venceram três premiações cada. A Estácio foi vice-campeã com apenas dois décimos de diferença para a campeã, Acadêmicos de Niterói. Dos 36 julgadores do carnaval, onze não deram nota máxima à escola, sendo que três notas foram descartadas seguindo o regulamento do concurso. Com isso, a Estácio perdeu sete décimos, sendo a maior perda no quesito Alegorias e Adereços, com três décimos perdidos.
- 2026: "Tata Tancredo - O Papa Negro no Terreiro do Estácio"

Para o carnaval de 2026, a Estácio renovou com toda sua equipe e anunciou como enredo a história do pai-de-santo umbandista Tata Tancredo.

## Carnavais
| Estácio de Sá | Estácio de Sá                                   | Estácio de Sá                                   | Estácio de Sá | Estácio de Sá                                                           | Estácio de Sá               |
| Ano           | Colocação                                       | Divisão                                         | Enredo | Carnavalesco                                                            | Ref.                        |
| ------------- | ----------------------------------------------- | ----------------------------------------------- | --- | ----------------------------------------------------------------------- | --------------------------- |
| 1956          | 5.º Lugar                                       | Grupo 2                                         | "Glória aos Imortais do Samba" | José Coelho                                                             | [ 44 ]                      |
| 1957          | A escola não desfilou                           | A escola não desfilou                           | A escola não desfilou | A escola não desfilou                                                   | [ 44 ]                      |
| 1958          | 4.º Lugar                                       | Grupo 2                                         | "Glória Mil - Santos Dumont" | José Coelho                                                             | [ 44 ]                      |
| 1959          | 11.º Lugar                                      | Grupo 2                                         | "Marechal Rondon" | José Coelho                                                             | [ 44 ]                      |
| 1960          | 19.º Lugar (Rebaixada)                          | Grupo 2                                         | A escola não desfilou | A escola não desfilou                                                   | [ 44 ]                      |
| 1961          | 8.º Lugar                                       | Grupo 3                                         | "Música, Poesia e Arte" | José Coelho                                                             | [ 44 ]                      |
| 1962          | 5.º Lugar                                       | Grupo 3                                         | "História da Música Brasileira" | José Coelho                                                             | [ 44 ]                      |
| 1963          | 9.º Lugar                                       | Grupo 3                                         | "Relíquias do Rio" | José Coelho                                                             | [ 44 ]                      |
| 1964          | 8.º Lugar                                       | Grupo 3                                         | "IV Séculos de Glória da Bahia" | José Coelho                                                             | [ 44 ]                      |
| 1965          | Campeã (Promovida)                              | Grupo 3                                         | "História do Teatro Municipal" | José Coelho                                                             | [ 44 ]                      |
| 1966          | 3.º Lugar                                       | Grupo 2                                         | "História da Escola Nacional" | José Coelho                                                             | [ 44 ]                      |
| 1967          | Campeã (Promovida)                              | Grupo 2                                         | "Lendas e Costumes do Brasil" | José Coelho                                                             | [ 44 ]                      |
| 1968          | 7.º Lugar                                       | Grupo 1                                         | "Visita ao Museu Imperial" | José Coelho e Francisco Henrique                                        | [ 44 ]                      |
| 1969          | 6.º Lugar                                       | Grupo 1                                         | "Gabriela, Cravo e Canela" | José Coelho                                                             | [ 44 ]                      |
| 1970          | 7.º Lugar                                       | Grupo 1                                         | "Terra de Caruaru" | José Coelho                                                             | [ 44 ]                      |
| 1971          | 6.º Lugar                                       | Grupo 1                                         | "Brasil Turístico" | José Coelho e Jorge Macadame                                            | [ 44 ]                      |
| 1972          | 9.º Lugar (Rebaixada)                           | Grupo 1                                         | "Rio Grande do Sul, na Festa do Preto Forro" (Compositores do samba: Dário Marciano e Nilo Mendes) | José Coelho                                                             | [ 45 ] [ 44 ] [ 46 ]        |
| 1973          | Campeã (Promovida)                              | Grupo 2                                         | "Trá, Lá, Lá, Um Hino ao Carnaval Brasileiro de Lamartine Babo" (Compositores do samba: Darcy do Nascimento e Oliviel) | Walter Belisário                                                        | [ 47 ] [ 46 ]               |
| 1974          | 9.º Lugar                                       | Grupo 1                                         | "Heroínas dos Romances Brasileiros" (Compositores do samba: Djalma das Mercês e Maneca) | José Coelho                                                             | [ 48 ] [ 44 ] [ 46 ]        |
| 1975          | 10.º Lugar                                      | Grupo 1                                         | "A Festa do Círio de Nazaré" (Compositores do samba: Aderbal Moreira, Dario Marciano e Nilo Mendes "Esmera") | Almir Silva                                                             | [ 46 ] [ 49 ]               |
| 1976          | 8.º Lugar                                       | Grupo 1                                         | "Arte Negra na Legendária Bahia" (Compositores do samba: Caramba, Caruso e Dominguinhos do Estácio) | Aelson Nova Trindade, Carlos Martins e Júlio Matos                      | [ 50 ]                      |
| 1977          | 10.º Lugar (Rebaixada)                          | Grupo 1                                         | "Alô, Alô, Brasil, 40 Anos da Rádio Nacional" (Compositor do samba: Dominguinhos do Estácio) | Geraldo Sobreiro                                                        | [ 51 ]                      |
| 1978          | Campeã (Promovida)                              | Grupo 2                                         | "Céu de Orestes no Chão de Estrelas" (Compositores do samba: Augusto Nunes, Darcir Branco e Oswaldo Guedes) | Roberto Nascimento, Célia de Oliveira, Beth Filipecki e Paulo Luís      | [ 52 ]                      |
| 1979          | 8.º Lugar                                       | Grupo 1A (primeira divisão)                     | "Das Trevas ao Sol Uma Odisséia dos Carajás" (Compositores do samba: Elinto Pires e Leleco) | Roberto Nascimento, Célia de Oliveira, Elizabeth Filipecki e Paulo Luís | [ 53 ]                      |
| 1980          | 6.º Lugar (Rebaixada)                           | Grupo 1A (primeira divisão)                     | "Deixa Falar" (Compositores do samba: Elinto Pires e Sidney da Conceição) | Francisco Fabian                                                        | [ 54 ]                      |
| 1981          | Campeã (Promovida)                              | Grupo 1B (segunda divisão)                      | "Quem Diria, da Monarquia à Boemia, ao Esplendor da Praça Tiradentes" (Compositores do samba: Caruso e Oliviel) | Ney Ayan e Gil Costa                                                    | [ 55 ]                      |
| 1982          | 12.º Lugar (Rebaixada)                          | Grupo 1A (primeira divisão)                     | "Onde Há Rede Há Renda" (Compositores do samba: Djalma Branco e Caruso) | Edílson Ferreira                                                        | [ 56 ]                      |
| 1983          | Campeã (Promovida)                              | Grupo 1B (segunda divisão)                      | "Orféu do Carnaval" (Compositores do samba: Djalma Branco e Caruso) | Sylvio Cunha                                                            | [ 57 ]                      |
| 1984          | 6.º Lugar                                       | Grupo 1A (Segunda-feira)                        | "Quem É Você?" (Compositores do samba: Darcy do Nascimento, Dominguinhos do Estácio e Jangada) | Sylvio Cunha                                                            | [ 58 ]                      |
| 1985          | 10.º Lugar                                      | Grupo 1A (primeira divisão)                     | "Chora, Chorões" (Compositores do samba: Djalma Branco, Djalma dos Mercês, Caruso e Jangada) | Fernando Alvarez                                                        | [ 59 ]                      |
| 1986          | 10.º Lugar                                      | Grupo 1A (primeira divisão)                     | "Prata da Noite" (Compositores do samba: Darcy do Nascimento e Dominguinhos do Estácio) | Oswaldo Jardim                                                          | [ 60 ]                      |
| 1987          | 4.º Lugar                                       | Grupo 1 (primeira divisão)                      | "O Ti-Ti-Ti do Sapoti" (Compositores do samba: Darcy do Nascimento, Djalma Branco e Dominguinhos do Estácio) | Rosa Magalhães e Lícia Lacerda                                          | [ 61 ]                      |
| 1988          | 9.º Lugar                                       | Grupo 1 (primeira divisão)                      | "O Boi Dá Bode" (Compositores do samba: Djalma Branco e Hércules Caruso) | Rosa Magalhães                                                          | [ 62 ]                      |
| 1989          | 9.º Lugar                                       | Grupo 1 (primeira divisão)                      | "Um, Dois, Feijão com Arroz" (Compositores do samba: Bajão, Gustavo Clarão, Déo, Djalma das Mercês, Marinho e Pereira) | Rosa Magalhães                                                          | [ 63 ]                      |
| 1990          | 5.º Lugar                                       | Especial (primeira divisão)                     | "Langsdorff, Delírio na Sapucaí" (Compositores do samba: Adalto Magalha, Adilson Gavião, Jorge Magalhães e Maneco) | Mário Monteiro                                                          | [ 64 ]                      |
| 1991          | 5.º Lugar                                       | Especial (primeira divisão)                     | "Brasil, Brega e Kitsch" (Compositores do samba: Jangada, Maneco e Orlando) | Mário Monteiro                                                          | [ 65 ]                      |
| 1992          | Campeã                                          | Especial (primeira divisão)                     | "Paulicéia Desvairada - 70 Anos de Modernismo" (Compositores do samba: Caruso, Déo, Djalma Branco e Maneco) | Mário Monteiro e Chico Spinoza                                          | [ 66 ]                      |
| 1993          | 6.º Lugar                                       | Especial (primeira divisão)                     | "A Dança da Lua" (Compositores do samba: Luciano Primo e Wilsinho Paz) | Chico Spinoza                                                           | [ 67 ]                      |
| 1994          | 13.º Lugar                                      | Especial (primeira divisão)                     | "S.A.A.R.A.... A Estácio Chegou no iê iê iê de alalaô" (Compositores do samba: Edmilson, Fininho, Marinho e Pereira) | Alexandre Louzada                                                       | [ 68 ]                      |
| 1995          | 7.º Lugar                                       | Especial (primeira divisão)                     | "Uma Vez Flamengo..." (Compositores do samba: Adilson Torres, Caruso, David Corrêa e Déo) | Mário Borriello                                                         | [ 69 ]                      |
| 1996          | 10.º Lugar                                      | Especial (primeira divisão)                     | "De Um Novo Mundo Eu Sou e Uma Nova Cidade Será" (Compositores do samba: Adilson Gavião, Caruso, Déo e Orlando Landão) | Sylvio Cunha                                                            | [ 70 ]                      |
| 1997          | 13.º Lugar (Rebaixada)                          | Especial (primeira divisão)                     | "Através da Fumaça, o Mágico Cheiro do Carnaval" (Compositores do samba: Baby, Basílio, Gabrielzinho do Pandeiro e Zé Luiz) | Max Lopes                                                               | [ 71 ]                      |
| 1998          | 8.º Lugar                                       | Grupo A (segunda divisão)                       | "Cem Anos de Cultura - Academia Brasileira de Letras" (Compositores do samba: Eduardo Martins, Elcy, Marcelinho e Roberto) | Sylvio Cunha                                                            | [ 72 ]                      |
| 1999          | 3.º Lugar                                       | Grupo A (segunda divisão)                       | "No Passo do Compasso... A Estácio no Sapatinho!" (Compositores do samba: Cacá, Roberto Eloy e Wagner Cristal) | Fernando Alvarez                                                        | [ 73 ]                      |
| 2000          | 8.º Lugar                                       | Grupo A (segunda divisão)                       | "Envergo mas não Quebro" (Compositores do samba: Carlinhos Tizil, Dominguinhos do Estácio, Gílio, J. Araújo, Ricardo e Russo) | Jorge Cunha e Paulo Trabachinni                                         | [ 74 ]                      |
| 2001          | 7.º Lugar                                       | Grupo A (segunda divisão)                       | "E aí, Tem Patrocínio? Temos, José!" (Compositores do samba: Edyr Carvalho, Fernando de Lima, Zé Carlos e Zé Pezão) | Jorge Cunha                                                             | [ 75 ]                      |
| 2002          | 8.º Lugar                                       | Grupo A (segunda divisão)                       | "Nos Braços do Povo, na Passarela do Samba... Cinquenta Anos de O Dia" (Compositores do samba: Edyr Carvalho, Fabinho Paz, Zé Carlos e Zé Pezão) | Roberto Szaniecki                                                       | [ 76 ]                      |
| 2003          | 5.º Lugar                                       | Grupo A (segunda divisão)                       | "Um Banho da Natureza - Cachoeiras de Macacu" (Compositores do samba: Arthur 104, Batista Coqueiral, Gê de Ogum, Magrão, Reginaldo e Tião Larrieu) | Roberto Szaniecki                                                       | [ 77 ]                      |
| 2004          | 9.º Lugar (Rebaixada)                           | Grupo A (segunda divisão)                       | "A Estácio É Dez, o Brasil É Mil e a Fome É Zero" (Compositores do samba: Da Latinha, Julinho, Marquinhos, Pedrinho e Pinto) | Sylvio Cunha                                                            | [ 78 ]                      |
| 2005          | Campeã (Promovida)                              | Grupo B (terceira divisão)                      | "Arte Negra na Legendária Bahia" (Reedição do enredo de 1976) (Compositores do samba: Caramba, Caruso e Dominguinhos do Estácio) | Sylvio Cunha                                                            | [ 79 ]                      |
| 2006          | Campeã (Promovida)                              | Grupo A (segunda divisão)                       | "Quem É Você?" (Reedição do enredo de 1984) (Compositores do samba: Darcy do Nascimento, Dominguinhos do Estácio e Jangada) | Paulo Barros, Sandro Carvalho e Edgley Cunha                            | [ 80 ]                      |
| 2007          | 13.º Lugar (Rebaixada)                          | Especial (primeira divisão)                     | "O Ti-Ti-Ti do Sapoti" (Reedição do enredo de 1987)(Compositores do samba: Darcy do Nascimento, Djalma Branco e Dominguinhos do Estácio) | Paulo Menezes                                                           | [ 81 ]                      |
| 2008          | 7.º Lugar                                       | Grupo A (segunda divisão)                       | "A História do Futuro" (Compositores do samba: Edson Marinho, Alexandre D'Mendes, Marechal, Luizinho do Goró e Zé Luiz) | Cid Carvalho                                                            |                             |
| 2009          | 5.º Lugar                                       | Grupo A (segunda divisão)                       | "Que Chita Bacana" (Compositores do samba: Osmar, Antonio da Conceição, Magu, Marcelo Buda, Neneu, Hugo Bruno e Lucio Moraes) | Cid Carvalho                                                            |                             |
| 2010          | 3.º Lugar                                       | Grupo A (segunda divisão)                       | "Deixa Falar, a Estácio É Isso Aí. Eu Visto Esse Manto e Vou Por Aí" (Compositores do samba: Gustavo Clarão, Thiago Daniel, Da Latinha, Igor Ferreira e Claudinho Vagareza) | Chico Spinosa e Gebran Smera                                            |                             |
| 2011          | 3.º Lugar                                       | Grupo A (segunda divisão)                       | "Rosas" (Compositores do samba: Cesar Nascimento, Fábio Bomba, Luiz Sapatinho, Paulinho Pintor e Regina) | Marcus Ferreira                                                         | [ 82 ]                      |
| 2012          | 7.º Lugar                                       | Grupo A (segunda divisão)                       | "Luma de Oliveira: Coração de Um País em Festa!" (Compositores do samba: Alexandre Moraes, Comendador Eloi, Hugo Bruno, Osmar, Wilsinho Paz e Zé Luiz) | Marcus Ferreira                                                         | [ 83 ]                      |
| 2013          | 4.º Lugar                                       | Série A (segunda divisão)                       | "Rildo Hora: A Ópera de Um Menino... No Toque do Realejo Rege o Seu Destino!" (Compositores do samba: Igor Ferreira, Claudinho MS, JL Escafura, Jr Escafura, Tinga, Adriano Ganso, Tião Pinheiro, Fadico e Bira da Globo)                                                                   | Jack Vasconcelos                                                        | [ 84 ] [ 85 ]               |
| 2014          | Vice-campeã                                     | Série A (segunda divisão)                       | "Um Rio à Beira Mar: Ventos do Passado em Direção ao Futuro!" (Compositores do samba: China do Estácio, Eduardo Moreira, Filipe Medrado, Guto Smuk, Jorge Lopa, Thiago Daniel, Renato Pinto e Ricardo Basile)                                                                               | Jack Vasconcelos                                                        | [ 86 ] [ 87 ] [ 88 ] [ 89 ] |
| 2015          | Campeã (Promovida)                              | Série A (segunda divisão)                       | "De Braços Abertos, de Janeiro a Janeiro, Sorrio, Sou Rio, Sou Estácio de Sá!" (Compositores do samba: Dominguinhos do Estácio, Tinga, Merica, Adriano Ganso, Dani Maroneze e Eduardo Martins)                                                                                              | Amauri Santos e Tarcisio Zanon                                          | [ 90 ]                      |
| 2016          | 12.º Lugar (Rebaixada)                          | Especial (primeira divisão)                     | "Salve Jorge! O Guerreiro na Fé" (Compositores do samba: Adilson Alves, André Felix, Edson Marinho, JB, Jorge Xavier, Salviano) | Amauri Santos, Tarcisio Zanon e Chico Spinoza                           | [ 91 ] [ 92 ]               |
| 2017          | 3.º Lugar                                       | Série A (segunda divisão)                       | "É! O Moleque Desceu o São Carlos, Pegou Um Sonho e Partiu com a Estácio!" (Compositores do samba: Daniel Gonzaga, Edson Marinho, Cláudio Russo, Lequinho, Igor Ferreira, Dr. Jorge, Salviano, Júlio Alves, Alexandre Moraes, Marquinhos, Hugo Bruno, Tinga e Gabriel Martins)              | Tarcisio Zanon e Chico Spinoza                                          | [ 93 ]                      |
| 2018          | 6.º Lugar                                       | Série A (segunda divisão)                       | "No Pregão da Folia, Sou Comerciante da Alegria com a Estácio Boto Banca na Avenida" (Compositores do samba: Alexandre Naval, Filipe Medrado, Luiz Sapatinho, Pelé, Thiago Sousa, William do Salão e Diego Tavares)                                                                         | Tarcisio Zanon                                                          | [ 94 ]                      |
| 2019          | Campeã (Promovida)                              | Série A (segunda divisão)                       | "A Fé que Emerge das Águas" (Compositores do samba: Alexandre Naval, Edson Marinho, Tinga, Jorge Xavier, Luiz Sapatinho, Cláudio, Álvaro Roberto, Alexandre Moraes, Hugo Bruno e Julio Alves)                                                                                               | Tarcisio Zanon                                                          | [ 30 ] [ 95 ]               |
| 2020          | 12.º Lugar (Rebaixada)                          | Especial (primeira divisão)                     | "Pedra" (Compositores do samba: Edson Marinho, Jorge Xavier, Júlio Alves, Jailton Russo, Ivan Ribeiro e Dudu Miller) | Rosa Magalhães                                                          | [ 96 ] [ 97 ]               |
| 2021          | Não houve desfile devido a pandemia de Covid-19 | Não houve desfile devido a pandemia de Covid-19 | Não houve desfile devido a pandemia de Covid-19 | Não houve desfile devido a pandemia de Covid-19                         | [ 98 ]                      |
| 2022          | 8.º Lugar                                       | Série Ouro (segunda divisão)                    | "Cobra-coral, Papagaio Vintém, #VestirRubroNegro não Tem pra Ninguém" (Reedição do enredo de 1995) (Compositores do samba: David Corrêa, Adilson Torres, Déo e Caruso) | Mauro Leite e Wagner Gonçalves                                          | [ 99 ] [ 100 ]              |
| 2023          | 8.º Lugar                                       | Série Ouro (segunda divisão)                    | "São João, São Luís, Maranhão! Acende a Fogueira do Meu Coração!" (Compositores do samba: Cara de Macaco, Deiny Leite, Fabrício Sena Pereira, Felipe Pereira, Jeiffer Almeida, João Eduardo e Samir Trindade)                                                                               | Mauro Leite                                                             | [ 101 ]                     |
| 2024          | 3.º Lugar                                       | Série Ouro (segunda divisão)                    | "Chão de Devoção: Orgulho Ancestral" (Compositores do samba: Marquinhos Beija-Flor, Telmo Augusto, Bárbara Fonseca, Guilherme Karraz, Dilson Marimba, Tinga, Diego Nicolau, Thiago Daniel, Filipe Medrado, Magrão do Estácio, Cláudio Russo, Julio Alves, Adolpho Konder e Fernando Hackme) | Marcus Paulo                                                            | [ 102 ]                     |
| 2025          | Vice-campeã                                     | Série Ouro (segunda divisão)                    | "O Leão Se Engerou em Encantado Amazônico" (Compositores do samba: Júlio Alves, Cláudio Russo, Magrão do Estácio, Thiago Daniel, Felipe Medrado, HB, Serginho do Porto, Diego Nicolau, Tinga, Adolfo Konder, Dilson Marimba e Marquinhos Beija-Flor)                                        | Marcus Paulo                                                            | [ 103 ]                     |
| 2026          |                                                 | Série Ouro (segunda divisão)                    | "Tata Tancredo - O Papa Negro no Terreiro do Estácio" | Marcus Paulo                                                            | [ 104 ]                     |

## Títulos
| Títulos do GRES Estácio de Sá | Títulos do GRES Estácio de Sá | Títulos do GRES Estácio de Sá | Títulos do GRES Estácio de Sá                   |
| ----------------------------- | ----------------------------- | ----------------------------- | ----------------------------------------------- |
| Grupo / Divisão               | Grupo / Divisão               | Títulos                       | Carnavais                                       |
|                               | Primeira Divisão              | 1                             | 1992                                            |
|                               | Segunda Divisão               | 8                             | 1967, 1973, 1978, 1981, 1983, 2006, 2015 e 2019 |
|                               | Terceira Divisão              | 2                             | 1965 e 2005                                     |

## Premiações

### Estandarte de Ouro
| Estandartes de Ouro do GRES Estácio de Sá      | Estandartes de Ouro do GRES Estácio de Sá | Estandartes de Ouro do GRES Estácio de Sá | Estandartes de Ouro do GRES Estácio de Sá |
| Categoria                                      | Total                                     | Ano                                       | Referência                                |
| ---------------------------------------------- | ----------------------------------------- | ----------------------------------------- | ----------------------------------------- |
| Escola (Grupo Especial)                        | 1                                         | 1992                                      | [ 105 ]                                   |
| Escola (Grupo 2)                               | 3                                         | 2009, 2010, 2024                          | [ 106 ] [ 107 ]                           |
| Samba-enredo (Grupo Especial)                  | 2                                         | 1972, 1985                                | [ 108 ]                                   |
| Samba-enredo (Grupo 2)                         | 2                                         | 1973, 2024                                | [ 109 ] [ 110 ]                           |
| Enredo                                         | 1                                         | 1992                                      | [ 111 ]                                   |
| Intérprete                                     | 1                                         | 1984                                      | [ 112 ]                                   |
| Bateria                                        | 2                                         | 1979, 1985                                | [ 113 ]                                   |
| Porta-bandeira                                 | 1                                         | 1992                                      | [ 114 ]                                   |
| Mestre-sala                                    | 2                                         | 1977, 1994                                | [ 115 ]                                   |
| Comissão de frente                             | 1                                         | 1992                                      | [ 116 ]                                   |
| Ala                                            | 2                                         | 1975, 1988                                | [ 117 ]                                   |
| Ala das baianas                                | 1                                         | 2016                                      | [ 118 ]                                   |
| Passista feminino                              | 1                                         | 1988                                      | [ 119 ]                                   |
| Passista masculino                             | 1                                         | 1996                                      | [ 120 ]                                   |
| Revelação                                      | 3                                         | 1979, 1980, 1984                          | [ 121 ]                                   |
| Personalidade                                  | 1                                         | 1987                                      | [ 122 ]                                   |
| Destaque masculino (Categoria extinta em 1986) | 2                                         | 1979, 1982                                | [ 123 ]                                   |
| Ala de crianças (Categoria extinta em 1994)    | 1                                         | 1992                                      | [ 124 ]                                   |

### Outros prêmios
Outros prêmios recebidos pelo GRES Estácio de Sá.
| Ano  | Prêmio                | Categoria / premiados                                                                                     | Divisão        | Ref.            |
| ---- | --------------------- | --- | -------------- | --------------- |
| 1981 | Cidadão Samba         | Djalma das Mercês                                                                                         | Grupo 1B       | [ 125 ]         |
| 1987 | Cidadão Samba         | Xangô do Estácio                                                                                          | Grupo 1        | [ 125 ]         |
| 2000 | S@mba-Net             | Bateria (Diretor responsável: Mestre Marquinhos)                                                          | Grupo A        | [ 126 ]         |
| 2000 | S@mba-Net             | Enredo ("Envergo, mas não quebro")                                                                        | Grupo A        | [ 126 ]         |
| 2002 | S@mba-Net             | Comissão de frente (Coreógrafa responsável: Renata Monnier)                                               | Grupo A        | [ 127 ]         |
| 2003 | S@mba-Net             | Melhor comunicação com o público                                                                          | Grupo A        | [ 128 ]         |
| 2003 | S@mba-Net             | Intérprete (Serginho do Porto)                                                                            | Grupo A        | [ 128 ]         |
| 2003 | S@mba-Net             | Personalidade masculina (Peninha)                                                                         | Grupo A        | [ 128 ]         |
| 2003 | S@mba-Net             | Destaque de luxo (Jouber - Destaque principal da terceira alegoria)                                       | Grupo A        | [ 128 ]         |
| 2004 | Troféu Jorge Lafond   | Personalidade (Flávio José Eleotério)                                                                     | Grupo A        | [ 129 ]         |
| 2005 | Troféu Jorge Lafond   | Melhor escola                                                                                             | Grupo B        | [ 130 ]         |
| 2005 | Troféu Jorge Lafond   | Samba-enredo ("Arte negra na legendária Bahia" - Compositores: Caramba, Caruso e Dominguinhos do Estácio) | Grupo B        | [ 130 ]         |
| 2005 | Troféu Jorge Lafond   | Porta-bandeira (Selma)                                                                                    | Grupo B        | [ 130 ]         |
| 2005 | S@mba-Net             | Ala das baianas                                                                                           | Grupo B        | [ 131 ]         |
| 2005 | S@mba-Net             | Ala mirim                                                                                                 | Grupo B        | [ 131 ]         |
| 2005 | S@mba-Net             | Velha guarda                                                                                              | Grupo B        | [ 131 ]         |
| 2006 | S@mba-Net             | Melhor comunicação com o público                                                                          | Grupo A        | [ 132 ]         |
| 2006 | S@mba-Net             | Ala mirim                                                                                                 | Grupo A        | [ 132 ]         |
| 2006 | S@mba-Net             | Velha guarda                                                                                              | Grupo A        | [ 132 ]         |
| 2006 | Troféu Jorge Lafond   | Melhor escola                                                                                             | Grupo A        | [ 133 ]         |
| 2006 | Troféu Jorge Lafond   | Enredo ("Quem é você?")                                                                                   | Grupo A        | [ 133 ]         |
| 2008 | S@mba-Net             | Ala ("Anjos, a vitória do bem")                                                                           | Grupo A        | [ 134 ]         |
| 2008 | S@mba-Net             | Destaque de luxo (Fábio Aragão - Fantasia: "A Luz")                                                       | Grupo A        | [ 134 ]         |
| 2008 | Plumas & Paetês       | Carnavalesco (Cid Carvalho)                                                                               | Grupo A        | [ 135 ]         |
| 2008 | Plumas & Paetês       | Destaque masculino (Fábio Aragão)                                                                         | Grupo A        | [ 135 ]         |
| 2008 | Troféu Jorge Lafond   | Ala das baianas                                                                                           | Grupo A        | [ 136 ]         |
| 2009 | Estrela do Carnaval   | Melhor desfile                                                                                            | Grupo A        | [ 137 ]         |
| 2009 | Estrela do Carnaval   | Casal de Mestre-sala e Porta-bandeira (Tuninho e Patrícia)                                                | Grupo A        | [ 138 ]         |
| 2009 | S@mba-Net             | Melhor desfile                                                                                            | Grupo A        | [ 139 ]         |
| 2009 | S@mba-Net             | Enredo ("Que chita bacana")                                                                               | Grupo A        | [ 139 ]         |
| 2009 | S@mba-Net             | Comissão de frente (Coreógrafo responsável: Handerson Big)                                                | Grupo A        | [ 139 ]         |
| 2009 | S@mba-Net             | Ala das baianas                                                                                           | Grupo A        | [ 139 ]         |
| 2009 | S@mba-Net             | Conjunto alegórico                                                                                        | Grupo A        | [ 139 ]         |
| 2009 | Troféu Rádio Manchete | Melhor escola                                                                                             | Grupo A        | [ 140 ]         |
| 2009 | Troféu Jorge Lafond   | Enredo ("Que chita bacana")                                                                               | Grupo A        | [ 141 ]         |
| 2009 | Plumas & Paetês       | Historiador / pesquisador (Cid Carvalho)                                                                  | Grupo A        | [ 142 ]         |
| 2009 | Plumas & Paetês       | Diretor de carnaval (Marcos Aurélio)                                                                      | Grupo A        | [ 142 ]         |
| 2009 | Plumas & Paetês       | Aderecista (Moacir de Oliveira)                                                                           | Grupo A        | [ 142 ]         |
| 2009 | Plumas & Paetês       | Bordadeira (Carmem Baiana)                                                                                | Grupo A        | [ 142 ]         |
| 2009 | Plumas & Paetês       | Desenhista (Leandro Cardoso)                                                                              | Grupo A        | [ 142 ]         |
| 2009 | Plumas & Paetês       | Ferreiro (Alan Duque)                                                                                     | Grupo A        | [ 142 ]         |
| 2010 | Troféu Jorge Lafond   | Melhor escola                                                                                             | Grupo A        | [ 143 ]         |
| 2010 | Troféu Jorge Lafond   | Intérprete (Serginho do Porto)                                                                            | Grupo A        | [ 143 ]         |
| 2010 | S@mba-Net             | Melhor desfile                                                                                            | Grupo A        | [ 144 ]         |
| 2010 | S@mba-Net             | Bateria (Diretor responsável: Mestre Chuvisco)                                                            | Grupo A        | [ 144 ]         |
| 2010 | S@mba-Net             | Casal de Mestre-sala e Porta-bandeira (Marcinho Souza e Alcione Carvalho)                                 | Grupo A        | [ 144 ]         |
| 2010 | Estrela do Carnaval   | Bateria (Diretor responsável: Mestre Chuvisco)                                                            | Grupo A        | [ 137 ]         |
| 2010 | Estrela do Carnaval   | Casal de Mestre-sala e Porta-bandeira (Marcinho Souza e Alcione Carvalho)                                 | Grupo A        | [ 137 ]         |
| 2010 | Plumas & Paetês       | Destaque performático (Ivi Mesquita)                                                                      | Grupo A        | [ 145 ]         |
| 2010 | Plumas & Paetês       | Personalidade (Marlene Povão)                                                                             | Grupo A        | [ 145 ]         |
| 2011 | Troféu Jorge Lafond   | Ala de passistas                                                                                          | Grupo A        | [ 146 ]         |
| 2011 | Troféu Jorge Lafond   | Revelação (Carnavalesco Marcus Ferreira)                                                                  | Grupo A        | [ 146 ]         |
| 2011 | Plumas & Paetês       | Figurinista (Marcus Ferreira)                                                                             | Grupo A        | [ 147 ]         |
| 2011 | Plumas & Paetês       | Diretor de carnaval (Edvaldo Fonseca)                                                                     | Grupo A        | [ 147 ]         |
| 2011 | Plumas & Paetês       | Destaque masculino (Mendes Amorim)                                                                        | Grupo A        | [ 147 ]         |
| 2012 | Troféu Jorge Lafond   | Ala das baianas                                                                                           | Grupo A        | [ 148 ]         |
| 2013 | Troféu Apoteose       | Bateria (Diretor responsável: Mestre Chuvisco)                                                            | Série A        | [ 149 ]         |
| 2013 | S@mba-Net             | Casal de Mestre-sala e Porta-bandeira (Daniel Werneck e Alcione Carvalho)                                 | Série A        | [ 150 ] [ 151 ] |
| 2013 | Troféu Jorge Lafond   | Mestre-sala (Daniel Werneck)                                                                              | Série A        | [ 152 ]         |
| 2013 | Troféu Jorge Lafond   | Intérprete (Leandro Santos)                                                                               | Série A        | [ 152 ]         |
| 2013 | Plumas & Paetês       | Aderecista (Rapahel Santana)                                                                              | Série A        | [ 153 ]         |
| 2013 | Plumas & Paetês       | Desenhista (Jack Vasconcelos)                                                                             | Série A        | [ 153 ]         |
| 2013 | Plumas & Paetês       | Gestor de ateliê (Leandro Santos e Leonardo Leonel)                                                       | Série A        | [ 153 ]         |
| 2013 | Plumas & Paetês       | Maquiador artístico (Ivete Dibo)                                                                          | Série A        | [ 153 ]         |
| 2014 | Estrela do Carnaval   | Casal de Mestre-sala e Porta-bandeira (Daniel Werneck e Alcione Carvalho)                                 | Série A        | [ 137 ] [ 154 ] |
| 2014 | S@mba-Net             | Ala mirim                                                                                                 | Série A        | [ 155 ] [ 156 ] |
| 2014 | S@mba-Net             | Conjunto de fantasias                                                                                     | Série A        | [ 155 ] [ 156 ] |
| 2014 | S@mba-Net             | Destaque de luxo (Luanda Ritz - "Belle Époque Marinha" - 3.ª alegoria)                                    | Série A        | [ 155 ] [ 156 ] |
| 2014 | Troféu Jorge Lafond   | Ala das baianas                                                                                           | Série A        | [ 157 ]         |
| 2014 | Troféu Jorge Lafond   | Ala mirim                                                                                                 | Série A        | [ 157 ]         |
| 2014 | Troféu Jorge Lafond   | Rainha de bateria (Luana Bandeira)                                                                        | Série A        | [ 157 ]         |
| 2014 | Troféu Apoteose       | Rainha de bateria (Luana Bandeira)                                                                        | Série A        | [ 158 ]         |
| 2014 | Plumas & Paetês       | Costureiro (Léo Morais)                                                                                   | Série A        | [ 159 ]         |
| 2014 | Plumas & Paetês       | Figurinista (Jack Vasconcelos)                                                                            | Série A        | [ 159 ]         |
| 2015 | Troféu Jorge Lafond   | Mestre-sala (Marcinho)                                                                                    | Série A        | [ 160 ]         |
| 2015 | Troféu Jorge Lafond   | Velha guarda                                                                                              | Série A        | [ 160 ]         |
| 2015 | S@mba-Net             | Ala de passistas                                                                                          | Série A        | [ 161 ] [ 162 ] |
| 2015 | SDERJ                 | Passista Masculino (João Paulo Fonseca)                                                                   | Série A        | [ 163 ]         |
| 2016 | Gato de Prata         | Ala das baianas                                                                                           | Grupo Especial | [ 164 ] [ 165 ] |
| 2016 | Troféu Sambista       | Velha guarda                                                                                              | Grupo Especial | [ 166 ] [ 167 ] |
| 2016 | Troféu Bateria        | Ala de chocalho                                                                                           | Grupo Especial | [ 168 ]         |
| 2016 | Plumas & Paetês       | Maquiador artístico (Jorge Abreu)                                                                         | Grupo Especial | [ 169 ]         |
| 2016 | Prêmio Machine        | Departamento feminino                                                                                     | Grupo Especial | [ 170 ] [ 171 ] |
| 2016 | Prêmio Machine        | Torcida organizada Leões da Estácio                                                                       | Grupo Especial | [ 170 ] [ 171 ] |
| 2018 | Passista Samba no Pé  | Ala de passistas                                                                                          | Série A        | [ 172 ] [ 173 ] |
| 2018 | Passista Samba no Pé  | Destaque do Segmento (Marcos Maya)                                                                        | Série A        | [ 172 ] [ 173 ] |
| 2019 | Passista Samba no Pé  | Destaque do Segmento (Passista Igor Nascimento)                                                           |                | [ 174 ]         |
| 2023 | Feras da Sapucaí      | Melhor Bateria                                                                                            |                | [ 175 ]         |
| 2023 | Plumas & Paetês       | Melhor Bateria                                                                                            | [ 176 ]        |                 |

## Segmentos

### Presidentes
| Presidentes                      | Mandato       | Ref.            |
| -------------------------------- | ------------- | --------------- |
| Judson da Silva Magacho          | 1964-1968     | [ 177 ] [ 178 ] |
| Francisco Henrique Meira Ribeiro | 1969-1970     | [ 178 ] [ 179 ] |
| Mário Pereira ("Naval")          | 1972          | [ 45 ]          |
| Antônio Gentil                   | 1973-1974     | [ 47 ] [ 48 ]   |
| Oswaldo Martins da Silva         | 1975-1976     | [ 51 ]          |
| Antônio Gentil                   | 1977-1985     | [ 178 ] [ 51 ]  |
| Acyr Pereira Alves               | 1986-2002     | [ 178 ] [ 180 ] |
| Flávio José Eleotério            | 2002-2006     | [ 178 ] [ 181 ] |
| Leziário Nascimento              | 2007          | [ 178 ] [ 81 ]  |
| Lílian Cristina Martins Maia     | 2008-2009     | [ 178 ] [ 182 ] |
| Marco Aurélio Fernandes          | 2010-2011     | [ 178 ] [ 183 ] |
| Leziário Nascimento              | 2012-2023     | [ 178 ] [ 184 ] |
| Edson Marinho                    | 2023-presente | [ 185 ]         |

### Intérpretes
| Intérpretes                              | Carnavais | Ref.            |
| ---------------------------------------- | --------- | --------------- |
| Jorge Cabo                               | 1969      | [ 186 ]         |
| Sidney da Conceição e Celso Landrini     | 1970      | [ 187 ]         |
| Jorge Cabo e Celso Landrini              | 1971      | [ 188 ]         |
| Dominguinhos do Estácio                  | 1972-1977 | [ 189 ]         |
| Darcir Branco                            | 1978      | [ 52 ]          |
| Leleco                                   | 1979      | [ 190 ]         |
| Zaira                                    | 1980      | [ 54 ]          |
| Abílio Martins                           | 1982      | [ 191 ] [ 56 ]  |
| Fernando do "Peter Thomaz"               | 1983      | [ 57 ]          |
| Dominguinhos do Estácio                  | 1984-1988 | [ 189 ]         |
| Bira Havaí                               | 1989      | [ 63 ]          |
| Rixxah                                   | 1990-1991 | [ 192 ]         |
| Dominguinhos do Estácio                  | 1992-1995 | [ 189 ]         |
| David do Pandeiro                        | 1996-1997 | [ 193 ]         |
| Edmilton Di Bem                          | 1998-1999 | [ 194 ]         |
| Nego Martins                             | 2000-2001 | [ 195 ]         |
| Serginho do Porto                        | 2002-2004 | [ 196 ]         |
| Ivan Talarico                            | 2005-2006 | [ 79 ] [ 80 ]   |
| Anderson Paz                             | 2007      | [ 197 ]         |
| Serginho do Porto                        | 2008-2010 | [ 196 ]         |
| Leandro Santos                           | 2011-2013 | [ 198 ]         |
| Leandro Santos e Dominguinhos do Estácio | 2014-2015 | [ 189 ] [ 198 ] |
| Wander Pires                             | 2016      | [ 199 ]         |
| Thiago Brito                             | 2017      | [ 200 ]         |
| Serginho do Porto                        | 2018-2022 | [ 201 ]         |
| Tiganá                                   | 2023      | [ 202 ]         |
| Tiganá e Charles Silva                   | 2024      | [ 203 ]         |
| Tiganá e Serginho do Porto               | 2025      |                 |

### Comissão de Frente
| Coreógrafos(as)            | Carnavais     | Ref.            |
| -------------------------- | ------------- | --------------- |
| Jurandir                   | 1989          | [ 63 ]          |
| Joel Xangô                 | 1990          | [ 64 ]          |
| José Carlos ("Macumba")    | 1991          | [ 65 ] [ 204 ]  |
| Geraldo Pedrosa de Miranda | 1992          | [ 66 ]          |
| Jussara Pádua              | 1993-1994     | [ 67 ] [ 68 ]   |
| Rosana Fachada             | 1995-1996     | [ 69 ] [ 70 ]   |
| Milton Carvalho            | 1997-1999     | [ 71 ] [ 205 ]  |
| Luís Monteiro              | 2000-2001     | [ 74 ] [ 75 ]   |
| Renata Monnier             | 2002-2003     | [ 76 ] [ 77 ]   |
| Nelsinho e Renata Monnier  | 2005          | [ 79 ] [ 206 ]  |
| Tony Tara                  | 2006-2007     | [ 81 ] [ 80 ]   |
| Fábio de Mello             | 2008          | [ 207 ] [ 208 ] |
| Handerson Big              | 2009-2010     | [ 209 ] [ 210 ] |
| Júnior Scapin              | 2011-2012     | [ 82 ] [ 83 ]   |
| Tony Tara                  | 2013-2014     | [ 211 ] [ 86 ]  |
| Cláudia Motta              | 2015          | [ 212 ] [ 213 ] |
| Márcio Moura               | 2016-2017     | [ 91 ]          |
| Ariadne Lax                | 2018-2024     |                 |
| Júnior Barbosa             | 2025-presente |                 |

### Mestre-Sala e Porta-Bandeira

#### Primeiro casal
| Primeiro casal                      | Carnavais     | Ref.            |
| ----------------------------------- | ------------- | --------------- |
| Nelson Paraíba e Coruca             | 1968-1969     | [ 214 ] [ 215 ] |
| Nelson Paraíba e Catita             | 1970          | [ 187 ]         |
| Nelson Paraíba e Pururuca           | 1971-1972     | [ 45 ] [ 216 ]  |
| Periquito e Nanci                   | 1974          | [ 48 ]          |
| Berani Gonçalves e Neusa Fernandes  | 1976          | [ 50 ] [ 217 ]  |
| Robertinho e Nilza                  | 1977-1979     | [ 218 ] [ 219 ] |
| Nedinho e Isaura                    | 1986-1987     | [ 60 ] [ 61 ]   |
| Bicho Novo e Cristiane              | 1988          | [ 62 ]          |
| Alex e Irene                        | 1989          |                 |
| Claudinho e Adriane                 | 1990-1991     | [ 64 ] [ 65 ]   |
| Claudinho e Selminha Sorriso        | 1992-1995     | [ 66 ] [ 69 ]   |
| Marco Aurélio e Babi                | 1996          | [ 70 ] [ 71 ]   |
| Marco Aurélio e Gleice Simpatia     | 1997          | [ 71 ] [ 205 ]  |
| Peninha e Katia Kour                | 1998-2001     | [ 74 ] [ 75 ]   |
| Peninha e Elaine Vicente            | 2002-2004     | [ 76 ] [ 78 ]   |
| Alex Pedreira e Selma               | 2005          | [ 79 ] [ 206 ]  |
| Alex Pedreira e Carla Rocha         | 2006-2007     | [ 81 ] [ 80 ]   |
| David Nascimento e Roberta Freitas  | 2008          | [ 207 ] [ 208 ] |
| Toninho e Patrícia Cristina         | 2009          | [ 209 ] [ 220 ] |
| Marcinho Souza e Alcione Carvalho   | 2010-2011     | [ 210 ] [ 82 ]  |
| Daniel Werneck e Alcione Carvalho   | 2012-2014     | [ 221 ] [ 222 ] |
| Marcinho Souza e Alcione Carvalho   | 2015-2016     | [ 212 ] [ 91 ]  |
| Zé Roberto e Alcione Carvalho       | 2017-2020     | [ 96 ]          |
| Feliciano Júnior e Alcione Carvalho | 2022-2023     |                 |
| Feliciano Júnior e Thaís Romi       | 2024          |                 |
| Feliciano Júnior e Raphaela Caboclo | 2025-presente | [ 223 ]         |

### Bateria
A bateria da Estácio de Sá é denominada "Medalha de Ouro". Possui dois Estandartes de Ouro, conquistados em 1979 e 1985.

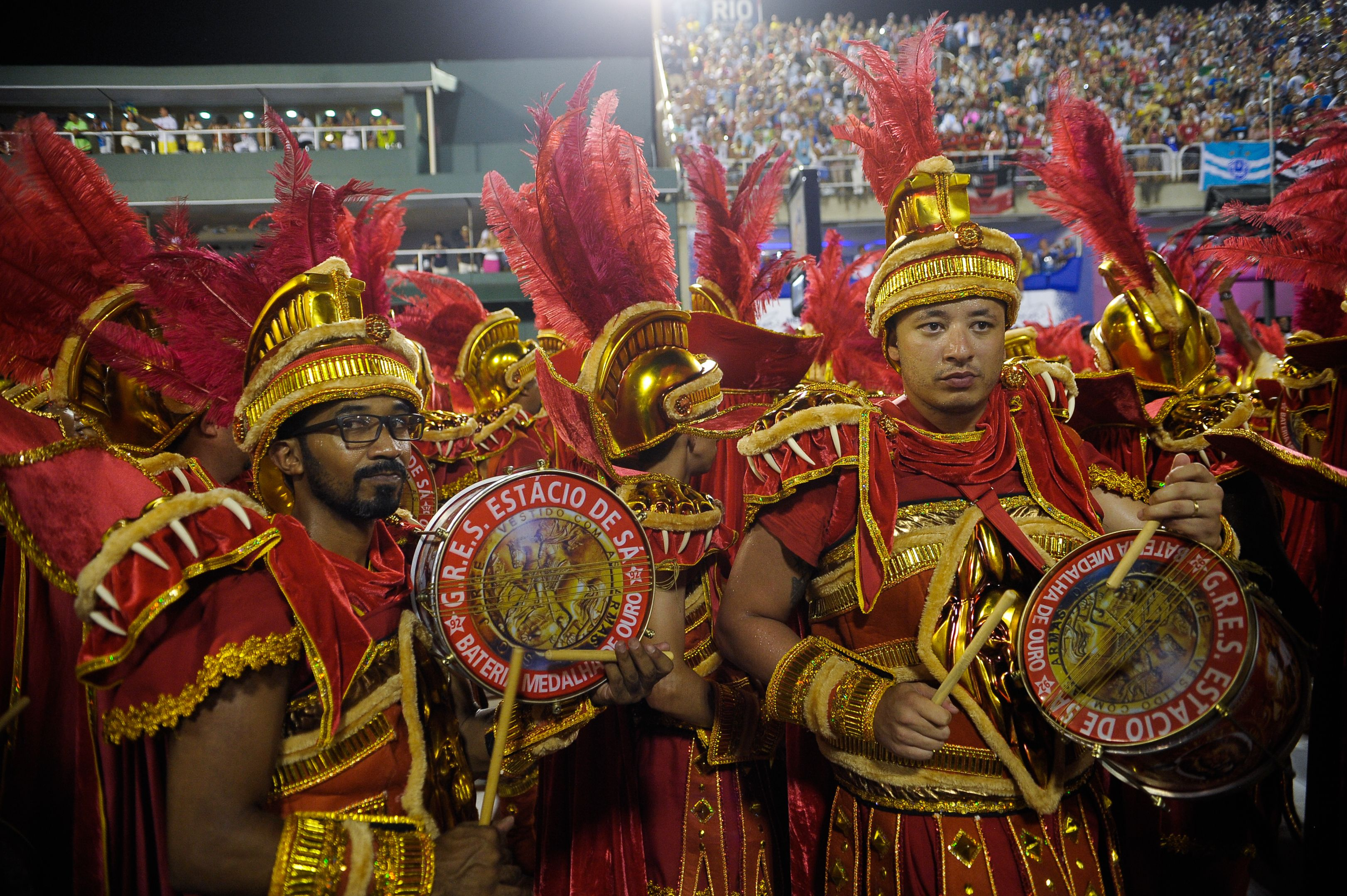
Ritmistas da bateria "Medalha de Ouro" no desfile de 2016.

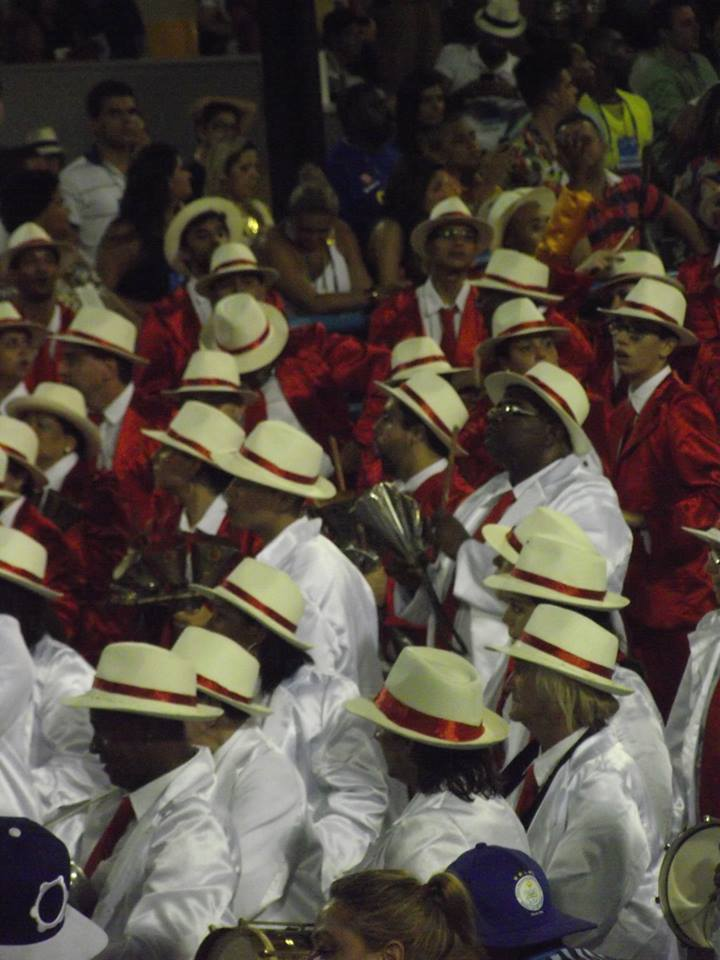
A bateria da escola durante o desfile campeão de 2015.

#### Mestres
| Diretores de bateria                                   | Carnavais     | Ref.            |
| ------------------------------------------------------ | ------------- | --------------- |
| Mestre Índio                                           | 1968-1970     | [ 187 ] [ 214 ] |
| Mestre Hélio Macadame                                  | 1971-1973     | [ 47 ] [ 216 ]  |
| Mestre Darci Cardoso                                   | 1974          | [ 48 ]          |
| Mestres Darci Cardoso, Hélio Macadame e Jorge Aguiar   | 1976          | [ 50 ] [ 217 ]  |
| Mestres Darci Cardoso, Hélio Macadame e Nelson Galinha | 1985          | [ 59 ]          |
| Mestres Adilson, Hélio Macadame e Ricardo              | 1986-1987     | [ 60 ] [ 61 ]   |
| Mestre Osório                                          | 1988          | [ 62 ]          |
| Mestre Ciça                                            | 1989-1997     | [ 63 ] [ 71 ]   |
| Mestre Esteves                                         | 1998          | [ 72 ]          |
| Mestre Beloba                                          | 1999          | [ 73 ]          |
| Mestre Marquinhos                                      | 2000-2003     | [ 74 ] [ 77 ]   |
| Mestre Esteves                                         | 2003-2008     | [ 77 ] [ 207 ]  |
| Mestre Chuvisco                                        | 2009-2017     |                 |
| Mestre Gaganja                                         | 2018          | [ 228 ]         |
| Mestre Chuvisco                                        | 2019-presente | [ 96 ] [ 229 ]  |

#### Rainhas
| Rainhas de bateria  | Carnavais     | Ref.    |
| ------------------- | ------------- | ------- |
| Monique Evans       | 1992-1993     |         |
| Camila Pitanga      | 1994          |         |
| Luciana Sargentelli | 1995-1998     |         |
| Marinara Costa      | 1999          |         |
| Luciana Picorelli   | 2004          |         |
| Patrícia Chélida    | 2005          |         |
| Alessandra Mattos   | 2006-2010     | [ 230 ] |
| Shayene Cesário     | 2011          | [ 231 ] |
| Luana Bandeira      | 2012-2017     | [ 232 ] |
| Elaine Azevedo      | 2018          |         |
| Leyla Barros        | 2019          | [ 30 ]  |
| Jaqueline Maia      | 2020-2022     | [ 96 ]  |
| Nathalia Hino       | 2023-2024     |         |
| Tati Minerato       | 2025          |         |
| Vivi Winkler        | 2026-presente |         |

#### Madrinhas
| Madrinha de bateria | Carnavais | Ref.    |
| ------------------- | --------- | ------- |
| Elaine Azevedo      | 2007      |         |
| Mirella Santos      | 2009      | [ 25 ]  |
| Leyla Barros        | 2012      |         |
| Letícia Guimarães   | 2018      | [ 233 ] |

#### Reis
| Rei de bateria | Carnavais | Ref.    |
| -------------- | --------- | ------- |
| Mayombe Masai  | 2015      | [ 234 ] |

### Direção de Carnaval
| Diretores de carnaval                         | Carnavais | Ref.    |
| --------------------------------------------- | --------- | ------- |
| Marcão, Nelsinho, Roni e Júnior Escafura      | 2014-2015 | [ 235 ] |
| Marcão Selva, Nelson Souza e Roni Jorge       | 2016      | [ 29 ]  |
| Marcão Selva e Marcos Alexandre               | 2017      |         |
| Marcos Alexandre. Marcão Selva e Nelson Souza | 2018      |         |
| Roni Jorge, Mario Mattos e Walmir Cerilo      | 2019      |         |
| Marcão Selva e Mário Mattos                   | 2020      | [ 96 ]  |
| Marcão Selva, Mario Mattos e Julinho Fonseca  | 2022      | [ 236 ] |
| Mario Mattos e Edvaldo Fonseca                | 2023      |         |

### Direção de Harmonia
| Diretores de harmonia            | Carnavais | Ref.    |
| -------------------------------- | --------- | ------- |
| Julio Fonseca, Antônio e Leandro | 2015      |         |
| Julio Fonseca e Marcos Alexandre | 2016      |         |
| Julio Fonseca e Walmir Cerilo    | 2017-2018 |         |
| Saint Clair e Alexandre Correa   | 2019      |         |
| Valmir Cerilo e Saint Clair Vaz  | 2020      | [ 96 ]  |
| Valmir Cerilo                    | 2022      | [ 236 ] |
| Saint Clair e Fernando Ribeiro   | 2023      |         |